# Pseudophyx callipepla
Pseudophyx callipepla là một loài bướm đêm trong họ Noctuidae.